# Changes (песня Тупака Шакура)
«Changes» — посмертная песня Тупака Шакура, выпущенная как сингл 13 октября 1998 года на сборнике лучших композиций Greatest Hits. Оригинальная версия была записана Тупаком в 1992 году, но официально нигде не выпускалась.
В 1999 году был выпущен видеоклип, состоящий из нарезок редких фотографий и выступлений Тупака. Режиссёр клипа — Крис Хафнер; в этом же году он снял видеоклип на композицию «Dead Wrong» в исполнении The Notorious B.I.G..
«Changes» в 2000 году была номинирована на «Грэмми» как «Лучшее сольное рэп исполнение»; в то время это была единственная номинированная посмертная композиция.

## Семплы
Семпл взят с композиции Брюса Хорнсби «The Way It Is». Данный семпл также использовал рэпер E-40 в композиции «Things’ll Never Change» с альбома Tha Hall of Game.

## Содержание сингла
| - CD-сингл 1. «Changes» (album version) 2. «Changes» (radio edit) | - Макси-сингл 1. «Changes» (radio edit) 2. «Changes» (instrumental) 3. «Changes» (album version) |

## Чарты и сертификация
| Чарты (1999)                          | Высшая позиция |
| ------------------------------------- | -------------- |
| Австралия (ARIA)                      | 7              |
| Австрия (Ö3 Austria Top 40)           | 6              |
| Бельгия/Фландрия (Ultratop 50)        | 2              |
| Бельгия/Валлония (Ultratop 50)        | 11             |
| Canada Dance (RPM)                    | 3              |
| Canada Top Singles (RPM)              | 19             |
| Дания (Tracklisten)                   | 7              |
| Франция (SNEP)                        | 39             |
| Германия (GfK)                        | 2              |
| Нидерланды (Dutch Top 40)             | 1              |
| Новая Зеландия (Recorded Music NZ)    | 3              |
| Норвегия (VG-lista)                   | 1              |
| Швеция (Sverigetopplistan)            | 3              |
| Швейцария (Schweizer Hitparade)       | 2              |
| UK R&B (Official Charts Company)      | 1              |
| Великобритания (OCC UK Singles)       | 3              |
| США (Billboard Hot 100)               | 32             |
| США (Billboard Hot R&B/Hip-Hop Songs) | 12             |
| США (Billboard Pop Airplay)           | 38             |

| Чарты (2013)                 | Максимальная позиция |
| ---------------------------- | -------------------- |
| UK (Official Charts Company) | 66                   |

| Чарты (1999)                     | Позиция |
| -------------------------------- | ------- |
| Germany (Official German Charts) | 20      |
| New Zealand (Recorded Music NZ)  | 32      |
| Romania (Romanian Top 100)       | 81      |

| Регион | Сертификация  | Продажи   |
| --- | ------------- | --------- |
| Новая Зеландия (RMNZ) | Золотой       | 5000*     |
| Швеция (GLF) | Платиновый    | 30 000^   |
| Великобритания (BPI) | 2× Платиновый | 1 200 000 |
| * Данные о продажах приведены только на основе сертификации. · ^ Данные о тиражах приведены только на основе сертификации. · Данные о продажах + прослушиваниях приведены только на основе сертификации. |               |           |